# Pseudohydromys murinus
Pseudohydromys murinus — вид гризунів родини мишевих (Muridae). Зустрічається тільки в Папуа-Новій Гвінеї.

## Морфологічна характеристика
Це дрібний гризун з довжиною голови й тулуба від 70 до 105 мм, довжиною хвоста від 81 до 102 мм, довжиною лапи від 18 до 22 мм, довжиною вух від 9 до 13 мм і вага до 19,9 г. Голова й тулуб стрункі. Верхня частина тіла темно-коричнево-сіра, зазвичай зі світлішим дорсальним плямою, а черевна частина блідіша. Очі дуже малі. Вуха темно-сірі. Задня частина ніг чорнувата. Хвіст такої ж довжини, як голова й тулуб, рівномірно темно-коричневий або чорний, іноді з білуватими плямами та вкритий 17–23 кільцями лусочок на сантиметр.

## Поведінка
Це наземний вид. Харчується комахами.